# Бугаёв, Игорь Витальевич
И́горь Вита́льевич Бугаёв (род. 26 июня 1984, Бендеры) — молдавский футболист, нападающий.

## Биография
Футболом начал заниматься в 8 лет. Первая команда — «Динамо» из города Бендеры. Первый тренер — Зайцев Павел Сергеевич.
В ноябре 2005 года подписал контракт с футбольным клубом «Черноморец» (Одесса). В сезоне 2005/06 вместе с командой стал бронзовым призёром чемпионата Украины.
С июля по декабрь 2009 года выступал за футбольный клуб «Металлург» (Запорожье).
В марте 2010 года подписал контракт с вице-чемпионом Казахстана «Локомотивом» из Астаны. В составе команды Игорь провёл за два сезона 57 игр и забил 18 голов, и дважды занял четвёртое место в чемпионате и выиграл кубок страны в 2010 году и Суперкубок в 2011, когда Игорь забил два гола костанайскому «Тоболу».
В январе 2012 года молдавский нападающий заключил контракт с костанайцами. Проведя четыре года в «Тоболе», Игорь в апреле 2016 года покинул команду и вернулся в Молдавию, став игроком клуба «Заря» (Бельцы). B сезоне 2016/17 получил приз лучшего нападающего Молдавии.
Вторую половину сезона 2017 года провел в рядах павлодарского «Иртыша». Но по окончании сезона контракт был расторгнут.
В феврале 2018 года Бугаёв подписал контракт с вице-чемпионом Молдавии — клубом «Милсами» из Оргеева. Вместе с командой завоевал серебряные медали чемпионата, а также кубок страны.
С 2022 года начал работать помошником тренера в Акжайыке Казахстан.

## Сборная
Выступал за сборную Молдавии. Гол Бугаёва в выездном матче с боснийцами позволил ему стать победителем в номинации «Самый ценный гол сезона 2007», которая учреждена кишинёвской газетой «Время».
Является третьим бомбардиром в истории сборной Молдовы — 10 забитых мячей в её составе.

## Достижения
- Бронзовый призёр чемпионата Украины: 2005/06
- Обладатель Кубка Казахстана: 2010
- Обладатель Суперкубка Казахстана: 2011
- Лучший нападающий чемпионата Молдовы: 2016
- Серебряный призёр чемпионата Молдавии: 2018
- Обладатель Кубка Молдавии: 2018
- Член бомбардирского клуба Нилтона Мендеса: 53 гола
- С 2022 года принят на должность тренер-аналитик ФК Акжайык Казахстан.
- С 2023 года принят на должность помощник тренера ФК Туран.